# Bohúňovo
Bohúňovo es un municipio del distrito de Rožňava en la región de Košice, Eslovaquia, con una población estimada a final del año 2024 de 266 habitantes.
Se encuentra ubicado al oeste de la región, en la cuenca hidrográfica del río Hernád, y cerca de la frontera con la región de Banská Bystrica y Hungría.

## Demografía
| Año        | 1994 | 2004    | 2014     | 2024    |
| ---------- | ---- | ------- | -------- | ------- |
| Población  | 333  | 323     | 275      | 266     |
| Diferencia |      | −3,00 % | −14,86 % | −3,27 % |

| Año        | 2023 | 2024    |
| ---------- | ---- | ------- |
| Población  | 268  | 266     |
| Diferencia |      | −0,74 % |